# آسونسیون
آسونسیون (به اسپانیایی: Asunción) پایتخت و بزرگ‌ترین شهر پاراگوئه است. این شهر ملقب به «مادر شهرها» است. ارتفاع این شهر از سطح دریا ۵۳ متر است. نام کامل این شهر در زبان اسپانیایی (Nuestra Señora Santa María de la Asunción) به معنی «روز معراج مریم مقدس به آسمان» است.
جمعیت آسونسیون در سال ۲۰۰۴ برابر با ۵۱۵٬۶۶۲ نفر و با احتساب محدوده پایتختی ۱٬۶۶۸٬۳۳۵ نفر بوده‌است. محدوده پایتختی آن تحت عنوان «آسونسیون بزرگ»، شامل شهرهای سن لورنزو، فرناندو دلامورا، لامباریه، لوکه، ماریانو لوکو آلونسو، نیمبی و ویلا الیزا است.
آسونسیون در موقعیت جغرافیایی (-۲۵٫۲۶۶۷٬۵۷٫۶۶۶۷) قرار دارد.
این شهر مرکز حکومت، بندر اصلی و مرکز عمده صنعتی و فرهنگی کشور است. محصولات اصلی صنایع تولیدی شامل کفش افزار، منسوجات، و فراورده‌های تنباکو هستند.

## تاریخچه
آسونسیون یکی از قدیمی‌ترین شهرهای آمریکای جنوبی است، که به عنوان «ام‌القری» یا مادر شهرها خوانده می‌شود. ریشه این (عنوان) از اینجا بوده که مأموران استعماری از آن نقطه برای یافتن شهرهای مهم همچون ویلاریکا، کورینتس، سانتا فه و نواحی کوهستانی سانتاکروز روانه شده‌اند. مکان این شهر ممکن است در ابتدا در خوآن دو آیولاس مشاهده شده باشد، اما این شهر تحت عنوان Nuestra Señora de la Asunción (عروج بانوی ما) در روز جشن عروج (مریم) در ۱۵ اوت ۱۵۳۷ توسط خوآن د سالازار و گونزالو دموندزا، فامیل پدرو دموندزا بنیانگذاری شده‌است. در سال ۱۶۰۳ آسونسیون مرکزاولین شورای کلیسای آسونسیون شد که رهنمودهایی را برای تبلیغ انجیل از زبان گوآرانی تنظیم نمود.
در سال ۱۷۳۱، قیام تحت رهبری خزه دآنته کوئرای کاسترو برپاشد که وی یکی از شورشیان علیه حکومت استعماری اسپانیا بود. این قیام شکست خورد اما اولین نشانه از روح استقلال بود که در میان اروپائیان ساکن آمریکای لاتین، دورگه‌ها و بومیان پاراگوئه رشد یافت. این واقعه بر استقلال پاراگوئه تأثیر گذاشت، که بعدها در سال ۱۸۱۱ عینیت یافت. اجتماعات مخفی بین رهبران استقلال برای طراحی کمین علیه فرماندار اسپانیایی پاراگوئه برناردو دولاسکو در خانه جوآنا ماریا دلارا درمرکز آسونسیون برگزار شد. در شبهای ۱۴ می و ۱۵ می شورشیان موفق شدند و توانستند فرماندار ولاسکو را در محاصره خود بگیرند. خانه لارا به عنوان (خانه استقلال) خوانده شده و به موزه و عمارتی تاریخی تبدیل گشته‌است.

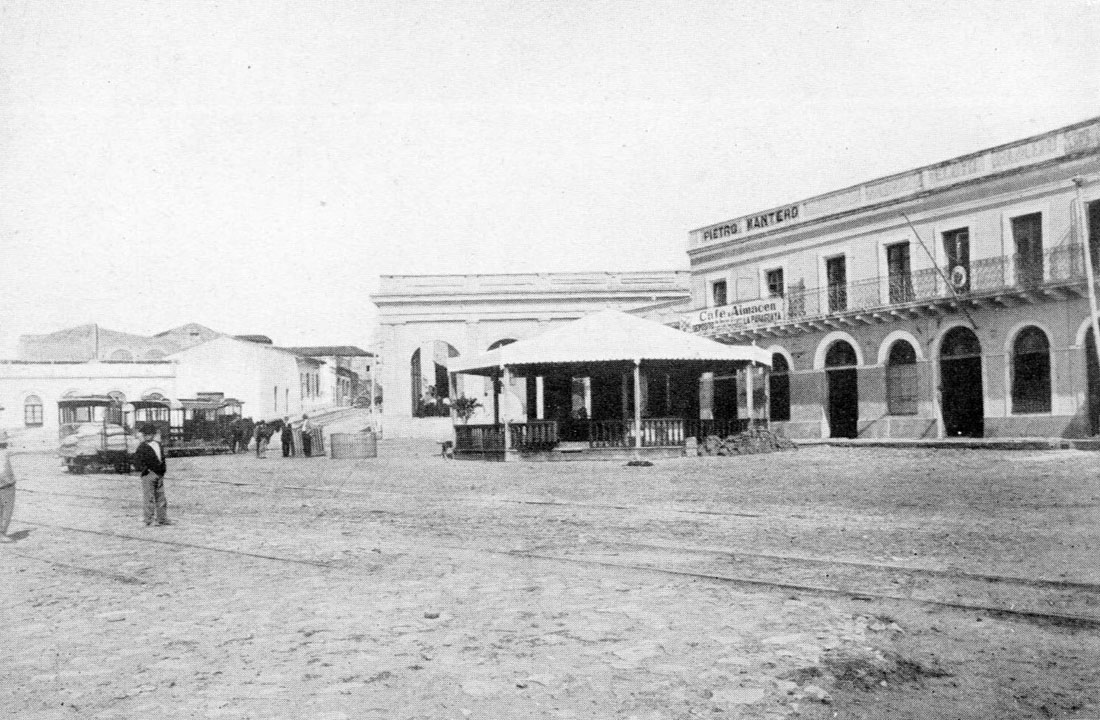
ساختمان‌سازی در آسونسیون، ۱۸۹۲

پس از استقلال پاراگوئه، تغییر چشمگیری در آسونسیون رخ داد. تحت ریاست جمهوری گاسپار دو رودریگز دفرانسیا، جاده‌هایی در داخل شهر احداث شد و خیابانها نیز نامگذاری شدند. اما، طی دوره ریاست جمهوری کارلوس انتونیو لوپز به دلی آنکه رئیس‌جمهور سیاست‌های اقتصادی جدیدی را پیاده ساخت، آسونسیون (و پاراگوئه) پیشرفت کرد. بیش از ۴۰۰ مدرسه، کارخانه‌های متالورژی و اولین سرویس خط آهن در آمریکای جنوبی در طی دوره ریاست جمهوری لوپز احداث شدند. پس از مرگ لوپز، پسرش فرانچسکو سولانو لوپز به عنوان رئیس‌جمهور جدیدی منصوب شد و کشور را به سوی جنگ (فاجعه بار) اتحاد سه‌گانه هدایت نمود که پنج سال طول کشید. پس از جنگ اتحاد سه‌گانه (۷۰|۱۸۷۰–۱۸۶۵)، آسونسیون تا سال ۱۸۷۶ تحت اشغال نیروهای برزیلی قرار گرفت.
بسیاری از مورخین معتقدند که این جنگ باعث سقوط پیوسته شهر و کشور شده، زیرا که دوسوم جمعیت کشور در آن قتل‌عام شدند. از این پس پیشرفت تدریجاً روبه کندی گذاشت، و اقتصاد پیوسته خود را در وضعیت رکود یافته‌است.

## جمعیت‌شناسی

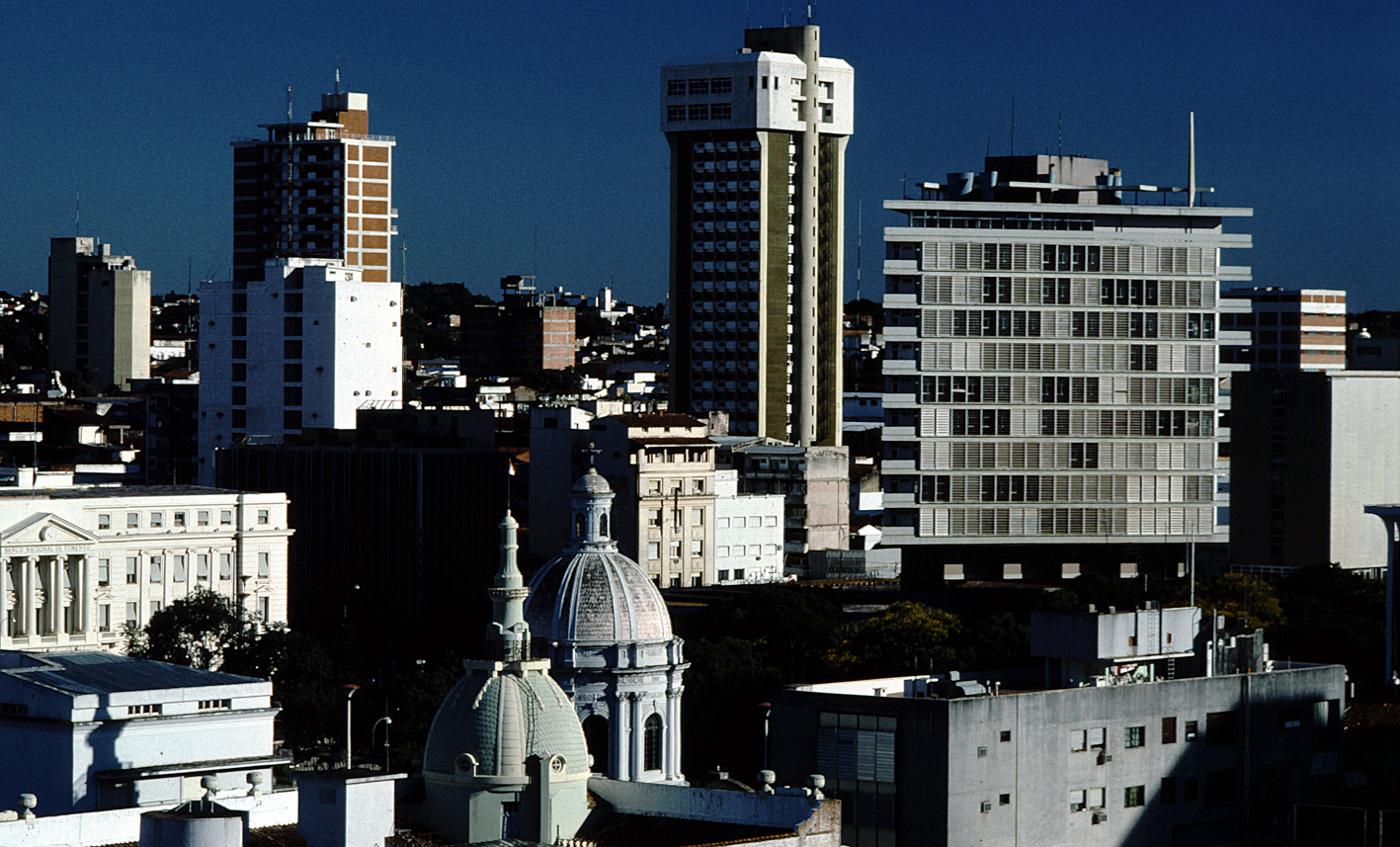
آسونسیون

جمعیت کنونی آسونسیون در شهر در وضعیت عادی ۵۳۹۰۰۰ نفر است. تقریباً ۳۰٪ از جمعیت ۶ میلیون نفری پاراگوئه در محوطه بزرگ‌تر شهر آسونسیون زندگی می‌کنند. ۶۵ درصد کل جمعیت شهر زیر ۳۰ سال سن دارند.
جمعیت طی چند دهه اخیر در نتیجه مهاجرت داخلی از بخش‌های پاراگوئه به سرعت افزایش یافته‌است که در بدو امر به خاطر جهش اقتصادی دهه ۱۹۷۰، و پس از آن به خاطر رکود اقتصادی در نواحی حومه آن بوده‌است. شهرهای مجاور در محدوده آسونسیون بزرگ همچون لوکو، لامباره، سن لورنزو، فرناندو دلامورا و ماریانو لوکو آلونسو بیشتر این سیل جمعیت را به جهت پایین بودن قیمت زمین و سهولت دسترسی به آسونسیون به خود جذب کرده‌اند. این شهرها نیز رشد و توسعه اقتصادی تا آن نقطه تجربه نموده‌اند که مرزهای بین آسونسیون و شهرهای مجاور تقریباً از میان برداشته شده‌است.

## جغرافیا

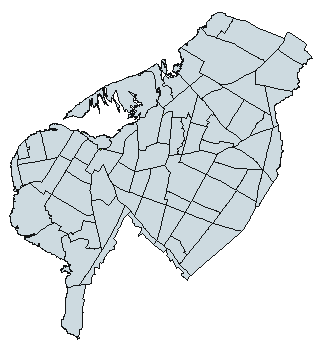
محله‌های آسونسیون

آسونسیون در بین عرض جغرافیایی'۱۵ °۲۵ و '۲۰ °۲۰ از عرض جنوبی و نیز بین نصف النهارهای '۴۰ °۵۷ و '۳۰ °۵۷ طول جغرافیایی غرب واقع شده‌است. این شهر در سمت چپ کرانه رود پاراگوئه قرار گرفته که شهر را در شمال غرب، از ناحیه غربی پاراگوئه و آرژانتین در بخش جنوبی شهر جدا می‌سازد. باقی نواحی شهر توسط بخش مرکزی احاطه می‌شود.

## شرایط فیزیکی
اقلیم آسونسیون را می‌توان در بیشتر اوقات سال، گرم و مرطوب تشریح نمود. دمای متوسط شهر °۲۴ سلسیوس است. حداکثر دمای متوسط آن °۴/۲۹ سلسیوس و حداقل دمای متوسط آن °۲/۱۹ سلسیوس می‌باشد. در سال ۲۰۰۲، تراز ثبت شده بارش آن ۱۴۲۰ میلی‌متر بوده‌است. معمولاً اکتبر بیشترین بارش را به همراه دارد، در حالی که سپتامبر کمترین بارشها را دارد.

## آموزش
نرخ باسوادی ۹۵ درصدی این شهر در پاراگوئه بالاترین میزان می‌باشد. تعداد مدارس از سال ۱۹۸۲ تاکنون دوبرابر شده و در عین حال تعداد زیادی مشاغل برای معلمان ایجاد شده‌است. تعداد دانش آموزان در مقایسه با سال ۱۹۶۲، دوبرابر شده‌است.

## مدارس
این شهر دارای تعداد زیادی مدارس عمومی و خصوصی می‌باشد. معروفتریت مدارس عبارت‌اند از کالج ملی پایتخت (که یکی از قدیمی‌ترین مدارس شهر است، و پس از جنگ اتحاد سه‌گانه در سال ۱۸۷۷ تأسیس شده‌است)، کالج رئیس‌جمهور فرانکو کالج ملی دختران (مدرسه فقط دخترانه). سرشناس‌ترین مدارس خصوصی عبارت‌اند از اینتر ناسیونال، کالج سن خوزه (مدرسه کاتولیک)، مدرسه آمریکایی آسونسیون، کالج دانته آلیگییری (مدرسه ایتالیایی) و کالج گوته (مدرسه آلمانی).

## دانشگاه‌ها
دانشگاه‌های اصلی این شهر عبارت‌اند از:
دانشگاه خصوصی کاتولیکا و U دانشگاه ناسیونال آسونسیون (دولتی)
دانشگاه کاتولیکا دارای یک کمپ کوچک در منطقه مرکزی شهر در کنار کلیسای اعظم و نیز یک کمپ بزرگ‌تر در محل اتصال شهر به لامباره است، در حالی که کمپ اصلی دانشگاه ناسیونال نزدیک محل اتصال شهر با سن لورنزو قرار دارد. همچنین شماری از دانشگاه‌های خصوصی کوچک‌تر نیز وجود دارند همچون دانشگاه آمریکانا، و دانشگاه خودگردان آسونسیون.

## بازرگانی و صنعت
از زمان پایه‌گذاری‌اش، آسونسیون همواره مرکز فعالیت اقتصادی در پاراگوئه بوده‌است. این عمدتاً به دلیل (تمرکز) مکانی تمام مراجع اداری سیاست ملی در آن و نیز به جهت بیشتر فعالیت‌های صنعتی، دیپلماتیک و اقتصادی است که در این شهر انجام می‌گیرد. بیشتر جمعیت در پی بخش صنعت و ساخت و ساز، در بخش‌های بازرگانی و خدمات مشغول هستند. کشاورزی و دامداری اساساً به دلیل آن که آسونسیون کلاً در بخش شهری قرار گرفته در آن وجود ندارد.

## حمل و نقل

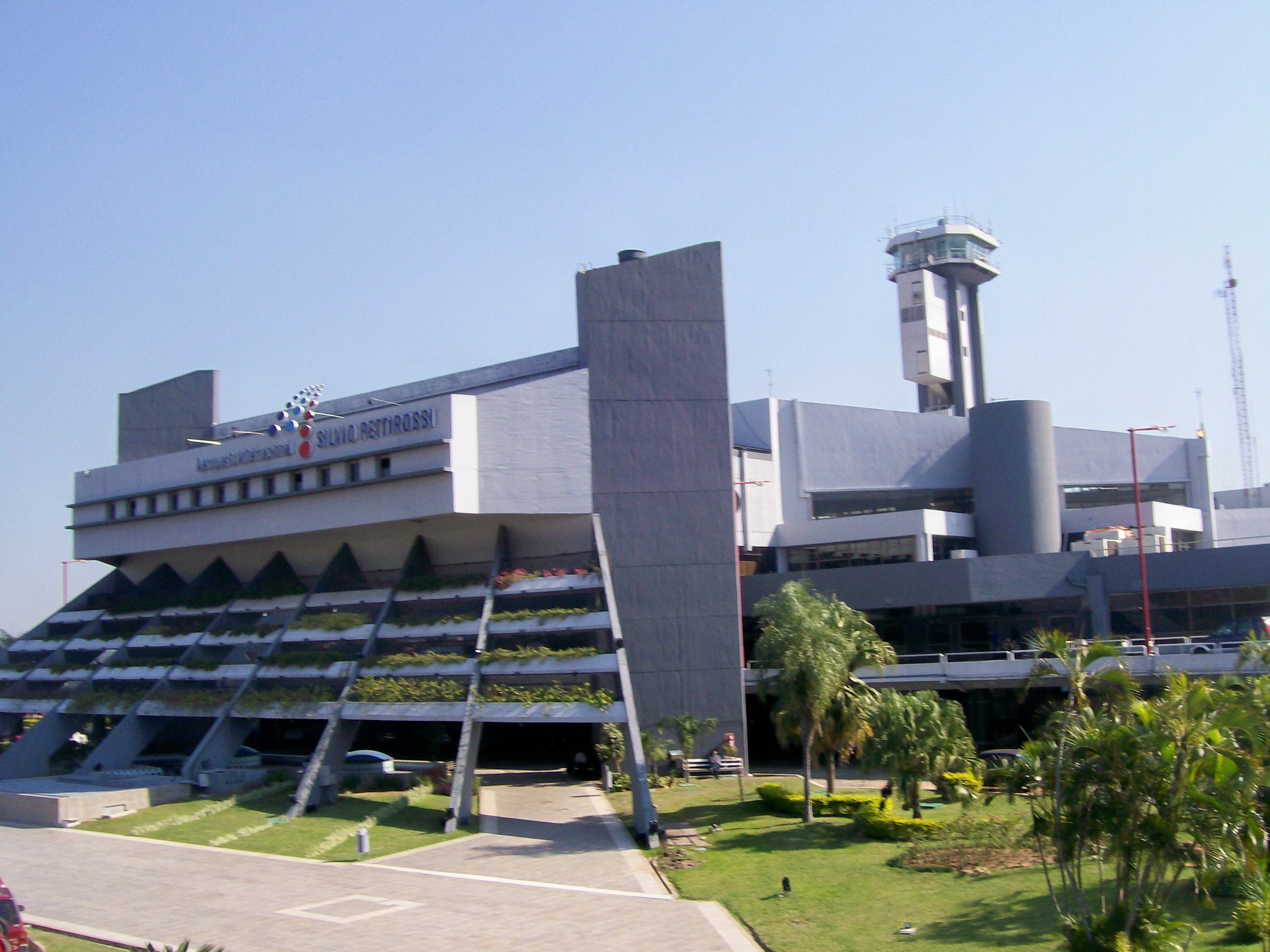
فرودگاه بین‌المللی سیلویو پتیروسی

چون رود پاراگوئه در سمت راست آسونسیون واقع شده این شهر به عنوان پایانه رود در ناحیه مرکز شهر و درحومه ساجونیا محسوب می‌شود. ترابری عمومی بسیار سنگین بوده و از طریق اتوبوسهایی انجام می‌گیرد که در تمام نواحی شهر گردش دارند. پایانه اصلی اتوبوس برای مقاصد طولانی در خیابان جمهوری آرژانتین قرار داشته و سرویسهای اتوبوس آن تمام نواحی پاراگوئه نیز مسیرهای بین‌المللی به کشورهای نزدیک همچون آرژانتین، برزیل، بولیوی و اروگوئه را به یکدیگر متصل می‌نماید. فرودگاه بین‌المللی سیلویو پتیروسی در شهر لوکه در محدودۀ آسونسیون واقع شده‌ است.

## جاذبه‌های گردشگری

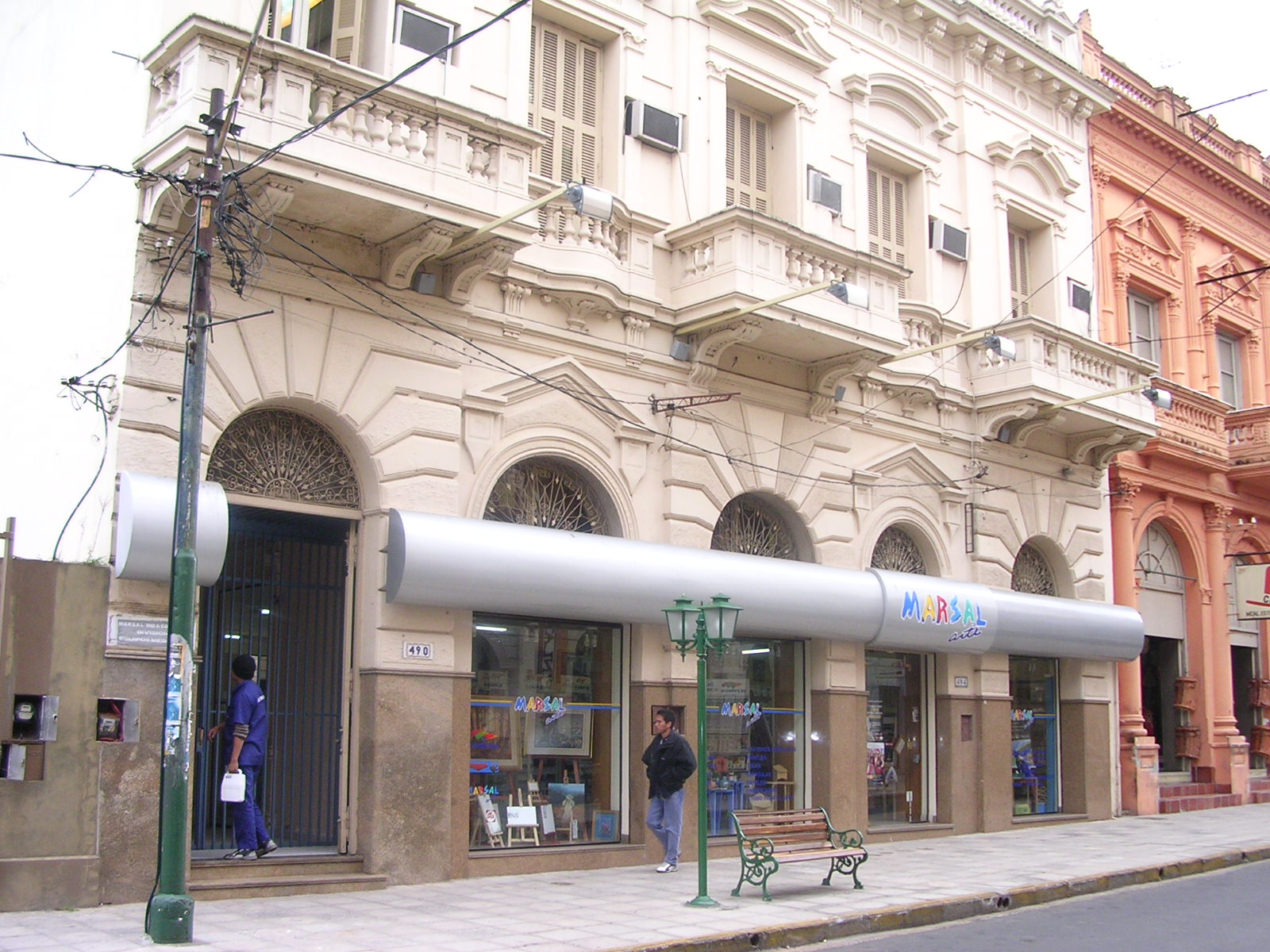
ساختمانهای سنتی در کاله پالما

شهر موطن موزه گودوی و موزه ملی هنرهای زیبا (که شامل آثار قدیمی نقاشی قرن نوزدهم است)، و کلیسای لا انکارناسیون و کلیسای اعظم و و معبد ملی قهرمانان که نسخه کوچک‌تر آن لس اینوالیدز در پاریس بوده، می‌باشد که در آن بسیاری از قهرمانان ملی مدفون می‌باشند. دیگر نقاط دیدنی عبارت‌اند از قصر لوپز (کاخ ریاست جمهوری)، ساختمان قدیمی سنا (یک ساختمان جدید در سال ۲۰۰۳ در کنار مجلس کنگره احداث شد)، کلیسای اعظم مترو پولیتانا و خانه استقلال (یکی از نمونه‌های معدود معماری دوران استعماری برجای مانده در شهر).
کاله پالما خیابان اصلی در مرکز شهر است که ساختمانها، میادین، فروشگاه‌ها، رستورانها و کافه‌های تاریخی متعددی در آن قرار دارند. عمارات " مانزانا دلاریورا " در بخش مقابل کاخ ریاست جمهوری، یک سری از خانه‌های سنتی قدیمی هستند که به عنوان موزه و نمایشگاهی برای نشان دادن تکامل معماری شهر مرمت شده‌اند. ایستگاه قدیمی راه‌آهن هنوز قطارهای سابق خود را حفظ کرده که هم‌اکنون برای سفرهای جهانگردی به شهرهای لوکو و آرکوئیا استفاده می‌شوند (نگاه کنید به حمل و نقل ریلی در پاراگوئه).
آسونسیون نیز دارای پاساژهایی است که فروشگاه‌هایی با مشهورترین نشان‌ها (تجاری) در جهان می‌باشد. بزرگ‌ترین پاساژها عبارت‌اند از فروشگاه دل سول که شامل یک واحد فروشگاهی به سبک Macys- style است؛ و نیز فروشگاه تک شعبه‌ای ماریسال لوپز، فروشگاه ویلا مورا که در بخش مرکزی شهر و نیز مرکزی تجاری که در پاساژ اگزلیور واقع شده‌است.

## ورزش‌ها و دیگر سرگرمی‌ها
فوتبال | فوتبال (انگلیسی) ورزش اصلی مردم پاراگوئه می‌باشد، و آسونسیون موطن برخی از مهم‌ترین و سنتی‌ترین تیم‌های فوتبال همچون المپیای آسونسیون، سرو پورتنیو و باشگاه لیبرتاد، باشگاه ناسیونال، باشگاه گوآرانی، باشگاه آفتاب آمریکا است که دارای استادیومها و امکانات ورزشی برای اعضای تابعه خود می‌باشد. ورزشگاه استادیوم دیفنسور دلچاکو، استادیوم اصلی کشور بوده و در حومه ساجونیا و در فاصله چند دقیقه فاصله از مرکز آسونسیون قرار گرفته‌است. چون یک استایوم ملی است گاهی اوقات برای فعالیت‌های دیگری همچون کنسرت‌های موسیقی راک نیز استفاده می‌شود.
زندگی شبانه در حول دو ناحیه می‌چرخد: یکی بخش مرکزی شهر و دیگری خیابان معروف برزیل، که مجموعه‌ای بزرگ از کلوپ‌های شبانه و دیسکوها را شامل می‌شود.

## شهرهای خواهرخوانده
- بخش میامی- دید، فلوریدا، آمریکا
- استان چیپا، ژاپن